# Florin Spătaru
Florin Marian Spătaru (ur. 22 grudnia 1969) – rumuński inżynier i menedżer związany z przemysłem stoczniowym, od 2021 do 2023 minister gospodarki.

## Życiorys
Ukończył liceum przemysłowe w Gałaczu (1988). W 1995 uzyskał magisterium z inżynierii i architektury morskiej na Universitatea „Dunărea de Jos” din Galați, a w 2002 licencjat z rachunkowości i informatyki zarządczej na tej samej uczelni. W latach 2009–2012 odbył studia doktoranckie na Akademii Studiów Ekonomicznych w Bukareszcie. Od połowy lat 90. związany zawodowo ze stocznią w Gałaczu, wchodzącą w skład holenderskiego koncernu Damen Shipyards Group. W 2004 objął funkcję dyrektora ekonomicznego tego przedsiębiorstwa, a w 2009 dyrektora odpowiedzialnego za HR i sprawy korporacyjne. W 2018 objął tożsame stanowisko w stoczni w Mangalii (kontrolowanej przez tę samą kompanię).
W 2009 został wiceprezesem ANCONAV, krajowego stowarzyszenia stoczniowego, w 2013 powołany na prezesa tej organizacji.
W listopadzie 2021 z rekomendacji Partii Socjaldemokratycznej został ministrem gospodarki w utworzonym wówczas rządzie, na czele którego stanął Nicolae Ciucă. Urząd ten sprawował do czerwca 2023.